# کوکشه‌تاو
کوکشه‌تاو (کوکجه‌داغ) (به قزاقی: Көкшетау، کوکشه‌تاۋ) شهری در استان آق‌مولا کشور قزاقستان است که در سرشماری سال ۲۰۰۸ میلادی، ۱۳۲۷۵۳ نفر جمعیت داشته‌است و از سال ۱۸۶۲ میلادی به‌عنوان شهر شناخته می‌شده‌است. کوکشه‌تاو به معنی کوه آبی است.